# Ленский район (Якутия)
Ле́нский улус (райо́н) (якут. Лиэнскэй улууһа) — административно-территориальная единица (улус или район) и муниципальное образование (муниципальный район) в Республике Саха (Якутия) Российской Федерации.
Административный центр — город Ленск.

## География
Расположен на юго-западе республики, в пределах Приленского плато. Площадь района — 77,0 тыс. км².
Крупная река Лена с притоками: Витим, Нюя, Пеледуй.
Стоит заметить, что именно это самый жаркий район всей Республики Саха с зарегистрированным абсолютным максимумом температуры Якутии: на метеостанции Комака в конце первой декады июля 1945 года температура достигала самых высоких рекордных для всего региона +39,2 С. По наивысшим летним температурам, как и по широте, составляющей 60.5, район схож с Амгинским, находящимся на 1090 км восточнее, в обоих районах наивысшая летняя температура периодически превышает +38 С.

## История
Район образован 30 января 1930 года.

## Население
| 1939    | 1959    | 1970    | 1979    | 1989    | 1999    | 2002    | 2009    | 2010    |
| ------- | ------- | ------- | ------- | ------- | ------- | ------- | ------- | ------- |
| 15 584  | ↗22 382 | ↗31 729 | ↗40 019 | ↗49 702 | ↘45 500 | ↘38 669 | ↗38 817 | ↗39 765 |
| 2011    | 2012    | 2013    | 2014    | 2015    | 2016    | 2017    | 2018    | 2019    |
| ↘39 685 | ↘39 544 | ↘38 995 | ↘38 427 | ↘37 944 | ↘37 616 | ↘37 381 | ↘37 077 | ↘36 526 |
| 2020    | 2021    | 2022    | 2023    |         |         |         |         |         |
| ↘36 333 | ↘32 418 | ↘32 362 | ↘32 106 |         |         |         |         |         |

### Урбанизация
В городских условиях (город Ленск, пгт Витим и Пеледуй) проживают  87,64 % населения района.

#### Национальный состав
| национальность | человек | %    |
| -------------- | ------- | ---- |
| русские        | 30 162  | 78   |
| якуты          | 3 944   | 10.2 |
| украинцы       | 1 472   | 3.81 |
| татары         | 512     | 1.32 |
| другие         | 2 579   | 6.67 |

## Муниципально-территориальное устройство
Ленский район (улус), в рамках организации местного самоуправления, включает 11 муниципальных образований, в том числе 3 городских поселения и 8 сельских поселений (наслегов), а также 1 межселенную территорию без статуса муниципального образования:
| №         | Муниципальное образование | Административный центр | Количество населённых пунктов | Население (чел.) | Площадь (км²) |
| --------- | ------------------------- | ---------------------- | ----------------------------- | ---------------- | ------------- |
| 1         | город Ленск               | город Ленск            | 1                             | ↘21 181          | 46,19         |
| 2         | посёлок Витим             | пгт Витим              | 1                             | ↘3379            | 26,73         |
| 3         | посёлок Пеледуй           | пгт Пеледуй            | 2                             | ↗3578            | 19,60         |
| 4         | Беченчинский наслег       | село Беченча           | 1                             | ↗737             | 2,49          |
| 5         | Мурбайский наслег         | село Нюя Северная      | 2                             | →316             | 2,27          |
| 6         | Наторинский наслег        | село Натора            | 1                             | →405             | 0,75          |
| 7         | Нюйский наслег            | село Нюя               | 2                             | ↘1385            | 3,47          |
| 8         | Орто-Нахаринский наслег   | село Орто-Нахара       | 2                             | ↗658             | 1,33          |
| 9         | Салдыкельский наслег      | село Мурья             | 2                             | ↘399             | 0,89          |
| 10        | Толонский наслег          | село Толон             | 3                             | ↘403             | 12,83         |
| 11        | Ярославский наслег        | село Ярославский       | 2                             | ↘381             | 1,69          |
| 11.000001 | межселенная территория    |                        | 0                             | 0                |               |

### Населённые пункты
В Ленском районе 19 населённых пунктов.
| №  | Населённый пункт        | Тип   | Население | Муниципальное образование |
| -- | ----------------------- | ----- | --------- | ------------------------- |
| 1  | Алысардах               | село  | ↘0        | Толонский наслег          |
| 2  | Батамай                 | село  | ↘139      | Салдыкельский наслег      |
| 3  | Беченча                 | село  | ↗737      | Беченчинский наслег       |
| 4  | Витим                   | пгт   | ↘3379     | посёлок Витим             |
| 5  | Дорожный                | село  | ↘125      | Мурбайский наслег         |
| 6  | Иннялы                  | село  | ↘118      | Толонский наслег          |
| 7  | Крестовский Лесоучасток | село  | ↘0        | посёлок Пеледуй           |
| 8  | Ленск                   | город | ↘21 181   | город Ленск               |
| 9  | Мурья                   | село  | ↘198      | Салдыкельский наслег      |
| 10 | Натора                  | село  | →405      | Наторинский наслег        |
| 11 | Нюя                     | село  | ↘1021     | Нюйский наслег            |
| 12 | Нюя Северная            | село  | ↘170      | Мурбайский наслег         |
| 13 | Орто-Нахара             | село  | ↘248      | Орто-Нахаринский наслег   |
| 14 | Пеледуй                 | пгт   | ↗3578     | посёлок Пеледуй           |
| 15 | Толон                   | село  | ↘239      | Толонский наслег          |
| 16 | Турукта                 | село  | ↘156      | Нюйский наслег            |
| 17 | Хамра                   | село  | ↘93       | Ярославский наслег        |
| 18 | Чамча                   | село  | ↘265      | Орто-Нахаринский наслег   |
| 19 | Ярославский             | село  | ↘219      | Ярославский наслег        |

Упразднённые населённые пункты:
- 1998 год — поселки Силинский, административно подчиненный п. Витим и Отрадный Мурбайского наслега[30].

- 2001 год — село Салдыкель Салдыкельского наслега[31].

## Экономика
ВВП Ленского Района
По состоянию 2016 года, ВВП Ленского района достиг 210,8 млрд рублей.
ВВП на душу населения составляет около 72000$

Промышленность
Ведущее место в экономике района занимает лесная промышленность (лесозаготовки, деревообработка); предприятия по обслуживанию речного и автомобильного транспорта, производство строительных материалов, пищевая промышленность.
Также развивается нефтедобывающая промышленность. С 2009 года эксплуатируется Алинское газонефтяное месторождение.
Сельское хозяйство
Сельское хозяйство имеет подсобный характер. Земли сельскохозяйственного назначения составляют 15,9 тыс. га. Развито мясо-молочное и молочное скотоводство, пушной промысел, свиноводство, выращиваются картофель, овощи, зерновые культуры.
Транспорт
Транспортные связи обеспечивают речной, автомобильный и воздушный транспорт. Ленск — крупный речной порт, другие пристани на реке Лене: Пеледуй, Витим, Ярославский, Хамра, Салдыкель, Нюя.

## Люди, связанные с районом
- В наслеге Беченча родился известный снайпер Великой Отечественной войны, один из зачинателей снайперского соревнования Ленинградского фронта Егор Мыреев. Его именем названа Беченчинская общеобразовательная школа, которая является единственной в Якутии школой — Лауреатом Международного конкурса «Красивая школа», трижды становилась дипломантом Всероссийского конкурса «Школа года», «Школа XXI века», победитель пяти республиканских конкурсов, обладатель Гранта Президента РФ.
- В селе Толон родился Кочнев, Пётр Павлович (1925 — 1990]) — мастер-взрывник Сангарского шахтоуправления треста «Якутуголь» Министерства угольной промышленной промышленности СССР, Якутская АССР. Герой Социалистического Труда (1971)
- В 2024 году район посетил видный инженер-конструктор Зобнин О.А. с обследованием объектов водоснабжения